# Aleksej Tereščenko
Aleksej Vladimirovič Tereščenko (in russo Алексей Владимирович Терещенко?; Možajsk, 16 dicembre 1980) è un hockeista su ghiaccio russo.

## Palmarès

### Mondiali
- 4 medaglie:
  - 3 ori (Canada 2008; Svizzera 2009; Finlandia/Svezia 2012)
  - 1 argento (Germania 2010)